# Christian Schreier
Christian Schreier (* 4. Februar 1959 in Castrop-Rauxel) ist ein ehemaliger deutscher Fußballspieler und jetziger -trainer.

## Spielerlaufbahn
Schreier spielte von 1981 bis 1992 für den VfL Bochum, Bayer 04 Leverkusen und Fortuna Düsseldorf in der Fußball-Bundesliga. Sein größter sportlicher Erfolg war der Sieg 1988 im UEFA-Pokal, als Leverkusen in den beiden Endspielen Espanyol Barcelona besiegte. In der Fußball-Bundesliga spielte er insgesamt 331-mal und erzielte dabei 106 Treffer. In der deutschen Nationalmannschaft kam er 1984 einmal im Freundschaftsspiel gegen Argentinien zum Einsatz.
Mit der Olympiamannschaft nahm er an den Olympischen Spielen 1984 und 1988 teil, mit insgesamt 22 Spielen (7 Tore) ist er Rekordspieler dieser Auswahl. 1988 gewann er mit der Mannschaft die Bronzemedaille. Für den Gewinn der Bronzemedaille bei den Olympischen Spielen 1988 wurde er – zusammen mit der deutschen Fußballolympiamannschaft – mit den Silbernen Lorbeerblatt ausgezeichnet.
Seine aktive Laufbahn beendete er 1997 beim FC Wegberg-Beeck in der Oberliga Nordrhein.

## Trainer
Nach Stationen als Co-Trainer bei den Vereinen SV Vorwärts Kornharpen und dem 1. FC Saarbrücken begann Christian Schreier seine Laufbahn als Trainer beim FC Schönberg 95, wo er von Juli 2002 bis Juni 2004 tätig war. Die Meisterschaft in der NOFV-Oberliga Nord in der Saison 2002/03 war hier sein größter Erfolg.
Von Juli 2004 bis April 2006 war Christian Schreier Trainer des MSV Neuruppin. Unter Schreier belegte die Mannschaft in der Saison 2004/05 Platz 2 der NOFV-Oberliga Nordost und gewann den Brandenburger Landespokal.
Ab dem 6. April 2006 war er Trainer des 1. FC Union Berlin. Unter Schreier stieg die Mannschaft in der Saison 2005/06 mit 5 Punkten Vorsprung vor seinem ehem. Arbeitgeber, dem MSV Neuruppin in die Regionalliga Nord auf und schaffte in der darauffolgenden Saison den Klassenerhalt.
Am 21. März 2007 einigten sich der 1. FC Union und Christian Schreier auf Wunsch des Trainers darauf, den eigentlich bis 2008 laufenden Vertrag bereits im Sommer 2007 enden zu lassen. Über die Gründe wurde Stillschweigen vereinbart.
In der Saison 2010/11 trainierte er den Niederrheinligisten TV Jahn Hiesfeld aus Dinslaken.
Seit 2010 arbeitet Schreier unbeschadet seiner Vereinstätigkeiten in der Fußballschule des VfL Bochum.
Ende September 2013 übernahm Schreier den Oberligisten TuS Heven, trat aber bereits Mitte Oktober 2013 wieder von seinem Posten zurück. Von der Saison 2014/2015 bis einschließlich der Saison 2020/2021 arbeitete Schreier als Trainer im Jugendbereich von Hannover 96 und von Juli bis Oktober 2021 als Co-Trainer beim SV Höntrop.
Am 20. Oktober 2021 übernahm Schreier den Posten des Trainers bei der 1. Mannschaft des SC Elsdorf in der Kreisliga A im Rhein-Erft-Kreis. Unter ihm als Trainer gelang der Aufstieg in die Bezirksliga. Mit Ablauf der Saison 2023/2024 beendete er seine Tätigkeit beim SC 08 Elsdorf im beiderseitigen Einvernehmen. Ende Oktober 2024 wurde Christian Schreier neuer Trainer beim Herner Westfalenligisten SV Sodingen. Ab der Saison 2025/2026 übernimmt er dort den Posten des Sportlichen Leiters.

## Manager
Am 8. Februar 2008 trat Schreier den Posten des Managers beim Fußball-Zweitligisten SC Paderborn 07 an. Er übernahm die Nachfolge von Geschäftsführer Michael Born, der zuvor vom Verein entlassen worden war. Am 2. April 2009 wurde er dort freigestellt.

## Erfolge
Spieler
- UEFA-Cup: 1988 mit Bayer Leverkusen
- Olympiabronze: 1988 in Seoul
- Westfalenpokal: 1994 mit TuS Paderborn-Neuhaus
- Niederrheinpokal: 1995 mit Rot-Weiss Essen

Trainer
- Meister NOFV-Oberliga Nord: 2003 mit dem FC Schönberg 95, 2006 mit Union Berlin
- Brandenburgischer Landespokal: 2005 mit dem MSV Neuruppin
- Berliner Landespokal: 2007 mit Union Berlin

## Sonstiges
Sein jüngerer Bruder Toni war ebenfalls Fußballprofi beim VfL Bochum.